# Sannazzaro de' Burgondi
Sannazzaro de' Burgondi là một đô thị ở tỉnh Pavia trong vùng Lombardia của Ý, có cự ly khoảng 45 km về phía tây nam của Milan và khoảng 20 km về phía tây nam của Pavia, bên sông Agogna.
Sannazzaro de' Burgondi giáp các đô thị sau: Bastida de' Dossi, Corana, Dorno, Ferrera Erbognone, Mezzana Bigli, Pieve Albignola, Scaldasole, Silvano Pietra.